# 大衛·艾倫·艾克
大衛·艾倫·艾克（英語：David Allen Aaker，1938年2月11日—）是美國組織理論家、顧問、加利福尼亞大學柏克萊分校哈斯商學院名譽教授，專注於品牌的營銷專家。他擔任總部位於旧金山的Prophet公司副主席。

## 外部連結
- 大衛·艾倫·艾克的部落格 （页面存档备份，存于）